# Палац Сан-Тельмо

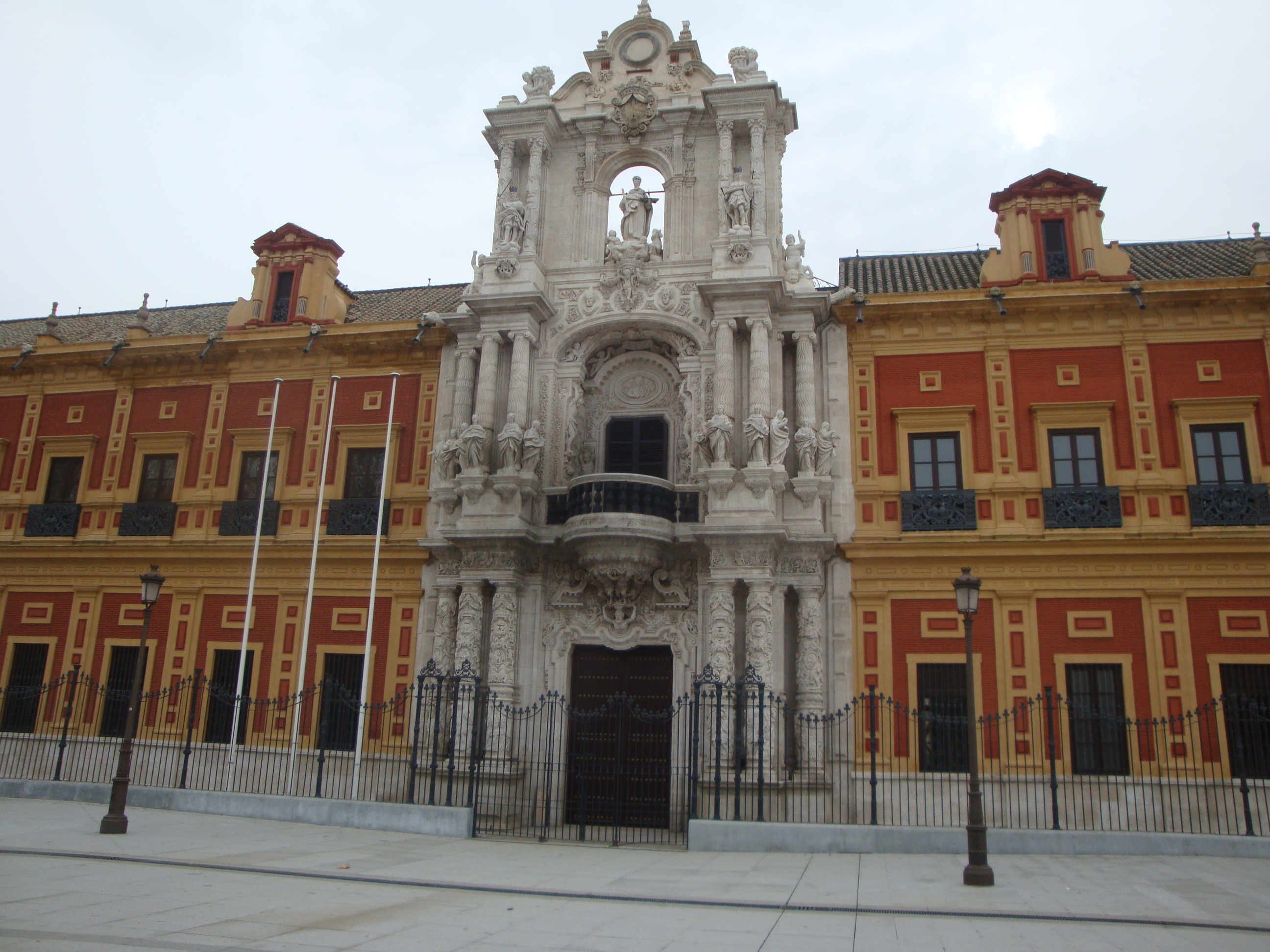
Палац Сан Тельмо, головний фасад.

 Палац Сан-Тельмо  (ісп. El Palacio de San Telmo) — палац доби бароко в місті Севілья.

## Історія

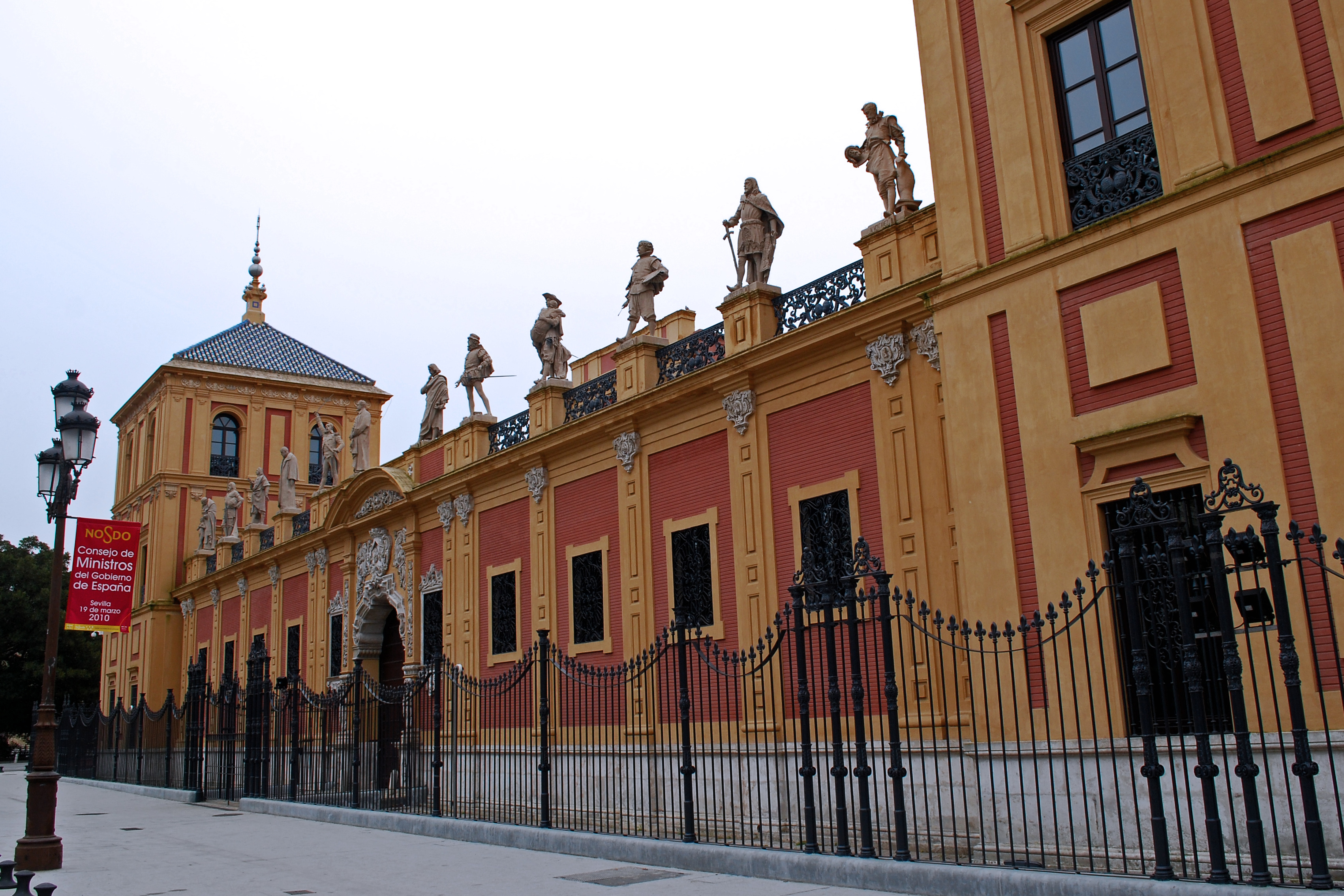
Галерея відомих севільянців

Будівництво розпочато у травні 1682 поза фортечними мурами старого міста. Прямокутна за поземним планом споруда мала чотири кутові вежі, декілька внутрішніх двориків, каплицю. Згодом палац почали використовувати як Військово-морську школу. Католицьким покровителем мореплавців вважали Святого Ельма (іспанською — Тельмо), статуя якого прикрасила головний портал будівлі. Від імені святого і пішла назва палацу.
У 1849 палац придбав герцог Монпансьє і зробив власною резиденцією. Наприкінці 19 століття західну, одноповерхову галерею палацу Сан Тельмо прикрасили 12 скульптур відомих мешканців Севільї (скульптор Антоніо Сусілья).
Серед увічнених севільянців — 
- Бартоломео де лас Касас, епископ Чіапасу, письменник і захисник американських індіанців від повного винищення
- Фернандо Энрикес Афан де Рибера,іспанський гуманіст
- Бартоломео Естебан Мурільйо, художник 17 ст.
- Бенито Ариас Монтано, іспанський гуманіст
- Ліїс Дайос, герой війни за незалежність
- Фернандо де Еррера, поет
- Диєго Ортіс де Зуніга, історик та письменник
- Лопе де Руеда, письменник
- Мигель Манара, добродій і фундатор створення шпиталю де ла Санта Карідад
- Дієго Веласкес, художник
- Родриго Понсе де Леон, маркіз Кадіс и капітан Генерального завоювання Гранади
- Хуан Мартінес Монтаньєс, релігійний скульптор

Удова герцога у 1897 подарувала палац архієпископу Севільї. Той у 1901 розмістив в палаці семінарію.
В кінці 20 століття палац перейшов у власність регіонального уряду. З 1991 розпочалися реставраційні роботи (перша черга) по відновленню первісного розпланування палацу.
У 2005 проведена друга черга реставраційних робіт по відновленню історичних інтер'єрів.